# Fernando Masías
Fernando Masías (Lima, 23 de enero de 1978) es un exfutbolista peruano. Jugaba de centrocampista —ocasionalmente de defensa lateral— y tiene 47 años. 

## Trayectoria
Fernando Masías comenzó a dar sus primeros pasos en el fútbol en el Club Naval y la Academia Cantolao, luego pasaría a las divisiones menores de Universitario de Deportes e integraría el plantel de su filial en la segunda división el América Cochahuayco entre 1996 y 1999. En el año 2000 fue ascendido al primer equipo y debutó en la primera división el 12 de marzo de 2000, en la victoria de Universitario por 2-1 ante el Deportivo UPAO.
Luego de su paso por Universitario, Masías fue transferido al Alianza Atlético de Sullana en el 2002 y se desempeñaría como volante creativo por derecha. En Cienciano donde llegó en el 2005, pasaría a jugar como un volante lateral al igual que en los dos siguientes clubes a los que pertenecería, el Sport Boys y el Sport Áncash. En el 2009 fue fichado por el Sport Huancayo, equipo con el cual anotó su primer gol como profesional, esto sucedería el 21 de junio de 2009 en la victoria de su equipo por 3-1 sobre el Colegio Nacional de Iquitos. Al año siguiente, pasó al Inti Gas de Ayacucho, donde jugó la primera parte de la temporada. En julio de 2010, sin embargo, se desvinculó de la institución por desavenencias con el entrenador y la dirigencia.

## Clubes
| Club                      | País | Año       |
| ------------------------- | ---- | --------- |
| América Cochahuayco       | Perú | 1996-1999 |
| Universitario de Deportes | Perú | 2000-2001 |
| Alianza Atlético          | Perú | 2002-2004 |
| Cienciano                 | Perú | 2005-2006 |
| Sport Boys                | Perú | 2006      |
| Sport Áncash              | Perú | 2007-2008 |
| Sport Huancayo            | Perú | 2009      |
| Inti Gas                  | Perú | 2010      |
| Sport Huancayo            | Perú | 2010      |
| Cienciano                 | Perú | 2011      |
| León de Huánuco           | Perú | 2012      |
| Alfonso Ugarte            | Perú | 2013      |
| Cienciano                 | Perú | 2014      |
| Sport Victoria            | Perú | 2015      |

## Palmarés

### Campeonatos nacionales
| Título                    | Club                      | País | Año  |
| ------------------------- | ------------------------- | ---- | ---- |
| Primera División del Perú | Universitario de Deportes | Perú | 2000 |
| Torneo Apertura           | Cienciano                 | Perú | 2005 |